# مورفی (آیداهو)
مورفی (به انگلیسی: Murphy) یک منطقهٔ مسکونی در ایالات متحده آمریکا است که در شهرستان اوویهی، آیداهو واقع شده‌است. مورفی ۹۷ نفر جمعیت دارد و ۸۵۹٫۵۵ متر بالاتر از سطح دریا واقع شده‌است.